# كوبا أكبوم
كوبا أكبوم (بالإنجليزية: Chuba Akpom) مواليد 9 أكتوبر 1995 في نيوهام، إنجلترا، هو لاعب كرة قدم إنجليزي يلعب مع هال سيتي كمهاجم. مثّل منتخب إنجلترا لكرة القدم فئة الشباب.

## مرحلة الشباب

### أندية لعب لها
- نادي آرسنال

## المسيرة الاحترافية

### أندية لعب لها
- نادي آرسنال

## روابط خارجية
- كوبا أكبوم على موقع الاتحاد الأوربي (الإنجليزية)
- كوبا أكبوم على موقع قاعدة بيانات كرة القدم.إي يو (الإنجليزية)
- كوبا أكبوم على موقع ليكيب (الفرنسية)
- كوبا أكبوم على موقع Soccerbase.com (لاعب) (الإنجليزية)
- كوبا أكبوم على موقع Soccerway.com (الإنجليزية)
- كوبا أكبوم على موقع عالم كرة القدم.نت (الإنجليزية)